# 최양일
최양일(崔洋一, 1949년 7월 6일~2022년 11월 27일)은 대한민국의 영화 감독이자 각본가, 배우이다. 사이 요이치(さい よういち)로도 불린다. 일본영화감독협회 이사장이자 주식회사 넥스텝 고문이기도 하다. 재일 한국인 2세이다.

## 내력
나가노현 사쿠시 출신이다. 부친은 조선적의 재일 조선인으로, 그 영향으로 최양일도 도쿄의 조선학교에서 취학하였다.
거장 오시마 나기사, 무라카와 토오루 감독의 조감독을 거쳐 영화계에 입문하였으며, 감독으로서는 1983년 베니스 영화제에 출품된 《10층의 모기》로 데뷔하였다. 재일 한국인 택시기사가 등장하는 1993년작 《달은 어디에 떠 있는가》로 일본영화계의 주목을 받음으로서 한국에도 그의 작품이 서서히 알려지게 되었다.
1996년에는 한국의 연세대학교에 유학하면서 한국근현대영화사에 대한 연구및 교류활동도 하였다.
유명한 코미디언이자 영화감독이기도 한 기타노 다케시와 개인적인 친분이 있다고 알려져 있다. 《고하토》에서는 기타노와 함께 출연하였으며, 그가 감독한 《피와 뼈》에서는 기타노가 주연을 맡았다.
2004년부터 일본영화감독협회의 이사장직을 맡고 있다.

## 주요 활동

### 작품
- 1983년 《10층의 모기》
- 1984년 《언젠가 누군가 살해된다》
- 1985년 《친구여 조용히 잠들라》
- 1987년 《검은 드레스의 여자》
- 1988년 《꽃의 아스카 조직》
- 1989년 《A사인 데이즈》
- 1993년 《달은 어디에 떠 있는가》
- 1995년 《헤이세이 무책임 일가, 도쿄 디럭스》
- 1995년 《마크스의 산》
- 1998년 《개 달리다》
- 1999년 《돼지의 보답》
- 2002년 《형무소 안에서》
- 2004년 《피와 뼈》
- 2004년 《퀼》
- 2007년 《수》 첫 한국 영화

### 출연
- 《루트 225》 (ルート２２５, 2006)… 토야마의 아저씨 역
- 《13계단》 (13階段, 2000)… 무토 소장 역
- 《고하토》 (御法度, 1999)… 곤도 이사미 역

### 각본
- 피와 뼈 (血と骨, 2004)
- 형무소 안에서 (刑務所の中, 2002)
- 개 달리다 (犬、走る, 1998)
- 헤이세이 무책임 일가, 도쿄 디럭스 (平成無責任一家 東京デラックス, 1995)
- 달은 어디에 떠있는가 (月はどっちに出ている, 1993)
- A사인 데이즈 (A Sign Days, 1989)
- 10층의 모기 (十階のモスキ ト, 1983)

## 같이 보기
- 이봉우
- 이상일
- 양영희
- 시네콰논